# Jefim Nowosiołow
Jefim Stiepanowicz Nowosiołow (ros. Ефи́м Степан́ович Новосёлов, ur. 2 lutego 1906 w Kramatorsku, zm. 22 lipca 1990 w Moskwie) – radziecki polityk, minister inżynierii budowlanej, drogowej i komunalnej ZSRR (1965-1980).
Rosjanin, od 1922 pracował w fabryce jako ślusarz, następnie sekretarz organizacji komsomolskiej, od 1925 członek WKP(b), 1933 ukończył Charkowski Instytut Mechaniczno-Inżynieryjny. Od 1934 inżynier konstruktor, szef biura konstruktorskiego i główny inżynier Staro-Kramatorskiej Fabryki Inżynieryjnej, od 1938 główny inżynier Głównego Zarządu Ludowego Komisariatu Budowy Maszyn Ciężkich ZSRR, od lutego 1942 dyrektor fabryki inżynier w mieście Elektrostal w obwodzie moskiewskim, od czerwca 1949 zastępca ministra, a od kwietnia 1954 do maja 1957 minister inżynierii budowlanej i drogowej ZSRR. Od maja 1957 do kwietnia 1962 szef wydziału budowy maszyn ciężkich Państwowego Komitetu Planowania ZSRR w randze ministra ZSRR, od 1960 zastępca przewodniczącego Państwowej Rady Naukowo-Ekonomicznej Rady Ministrów ZSRR, od kwietnia 1963 do października 1965 Państwowego Komitetu Inżynierii Budowlanej, Drogowej i Komunalnej przy Państwowym Komitecie Budownictwa ZSRR w randze ministra ZSRR, od października 1965 do grudnia 1980 minister inżynierii budowlanej, drogowej i komunalnej ZSRR, następnie na emeryturze. Deputowany do Rady Najwyższej ZSRR od 7 do 10 kadencji. 1966-1976 członek Centralnej Komisji Rewizyjnej KPZR, 1976-1981 zastępca członka KC KPZR. Pochowany na Cmentarzu Wagańkowskim w Moskwie.

## Odznaczenia
- Order Lenina (pięciokrotnie)
- Order Czerwonego Sztandaru Pracy
- Order Czerwonej Gwiazdy
- Order „Znak Honoru”